# آیت‌هورن
آیت‌هورن (به هلندی: Uithoorn) یک منطقهٔ مسکونی در هلند است که در هلند شمالی واقع شده‌است. آیت‌هورن −۱ متر بالاتر از سطح دریا واقع شده‌است.